# Азот (област)
Азот, или Азотија (мкд. Азот, или Азотија), је област у Северној Македонији, која се простире у горњем и средњем току реке Бабуне. Са севера и запада је ограничена масивом Мокре планине (Јакупица, Караџица и Даутица), а са југа и југоистока северним падинама планине Бабуне. Област се налази југозападно од Велеса и целом њеном дужином протиче река Бабуна.
Цела област Азот је у саставу општине Чашка. На југу се граничи са Пелагонијом, односно општином Долнени (Прилепско поље), на западу се граничи са облашћу Порече (општина Македонски Брод), а на истоку и северу је отворена ка осталом делу велешке области.

## Села у Азоту
Седиште Азота и највеће насеље је варошица Богомила. Остала насеља су: Папрадиште, Нежилово, Габровник, Мокрени, Теово, Согле, Ореше, Капиново, Црешнево, Бистрица, Ораов Дол, Плевење, Мартолци, Стари Град и Поменово.

## Историја
Азот је под српску власт дошао у време Краља Милутина након 1282. године. Дезинтегранцијом Српског царства ова област ушла је у састав области Вукашина Мрњавчевића. Након смрти Марка Мрњавчевића 1394. ова област као и отале области Мрњачевића бивају укључене у турски државни систем, односно у турски европски посед Румелију. За време турске власти ова област задржана је у поседу владарске породице од чега потиче и назив области. Назив Азот потиче од турске речи Хас. Хас је у османском феудалном систему представљао непосредни посед султана или чланова његове породице. Становници хаса нису имали непосредног феудалног господара-спахију над собом, па су тако били ослобођени феудалних давања и били обавезни само на плаћање царског харача. Име Азот, настало је додавањем члана от и избацивањем слова х на почетку. Крајем 19. века Азот као област припадао је Богумилском мурдирлуку Велешке казе. И пре 1903. Азот је представљао упориште српске свести. Природно, Српска акција у Македонији нашла је плодно тле у овој области па су српске школе тамо отваране легално од 1897. Бугарска егзархија и ВМРО нису хтеле да дозволе опстанак Срба у Азоту па су убиствима првака прегли да приволе егзархији становнике ове области. ВМРО је у циљу застрашивања 1899-1901. извршио неколико атентата на локалне прваке. Убијен је Димко Петрушевић из Ореша док је на Атанаса Миленковића свештеника из Теова извршено четири безуспешна атентата. Повезаност са Поречом и отпорност становништва спречили су бугаризацију. Богомила, Капиново, Габровник и Мокрени су до 1903. издржала као српска патријаршијска села док су Нежилово, Никодим, Ораов Дол и Теово била мешовита. По отпочињању српске четничке акције у овом крају 1905. сва азотска села осим Бистрице отказала су припадност Бугарској егзархији и укључила су се у српску одбрану.